# Palaiargia optata
Palaiargia optata là một loài chuồn chuồn kim trong họ Coenagrionidae.
Loài này được xếp vào nhóm loài thiếu dữ liệu trong sách Đỏ của IUCN năm 2007.
Palaiargia optata is in 1865 voor het eerst wetenschappelijk beschreven bởi Hagen in Selys.